# Messagers de Jean le Baptiste
 (avril 2024).
La mise en forme du texte ne suit pas les recommandations de Wikipédia : il faut le « wikifier ».
Les points d'amélioration suivants sont les cas les plus fréquents. Le détail des points à revoir est peut-être précisé sur la page de discussion.
- Les titres sont pré-formatés par le logiciel. Ils ne sont ni en capitales, ni en gras.
- Le texte ne doit pas être écrit en capitales (les noms de famille non plus), ni en gras, ni en italique, ni en « petit »…
- Le gras n'est utilisé que pour surligner le titre de l'article dans l'introduction, une seule fois.
- L'italique est rarement utilisé : mots en langue étrangère, titres d'œuvres, noms de bateaux, etc.
- Les citations ne sont pas en italique mais en corps de texte normal. Elles sont entourées par des guillemets français : « et ».
- Les listes à puces sont à éviter, des paragraphes rédigés étant largement préférés. Les tableaux sont à réserver à la présentation de données structurées (résultats, etc.).
- Les appels de note de bas de page (petits chiffres en exposant, introduits par l'outil «  Source ») sont à placer entre la fin de phrase et le point final[comme ça].
- Les liens internes (vers d'autres articles de Wikipédia) sont à choisir avec parcimonie. Créez des liens vers des articles approfondissant le sujet. Les termes génériques sans rapport avec le sujet sont à éviter, ainsi que les répétitions de liens vers un même terme.
- Les liens externes sont à placer uniquement dans une section « Liens externes », à la fin de l'article. Ces liens sont à choisir avec parcimonie suivant les règles définies. Si un lien sert de source à l'article, son insertion dans le texte est à faire par les notes de bas de page.
- La présentation des références doit suivre les conventions bibliographiques. Il est recommandé d'utiliser les modèles {{Ouvrage}}, {{Chapitre}}, {{Article}}, {{Lien web}} et/ou {{Bibliographie}}. Le mode d'édition visuel peut mettre en forme automatiquement les références.
- Insérer une infobox (cadre d'informations à droite) n'est pas obligatoire pour parachever la mise en page.

Pour une aide détaillée, merci de consulter Aide:Wikification.
Si vous pensez que ces points ont été résolus, vous pouvez retirer ce bandeau et améliorer la mise en forme d'un autre article.

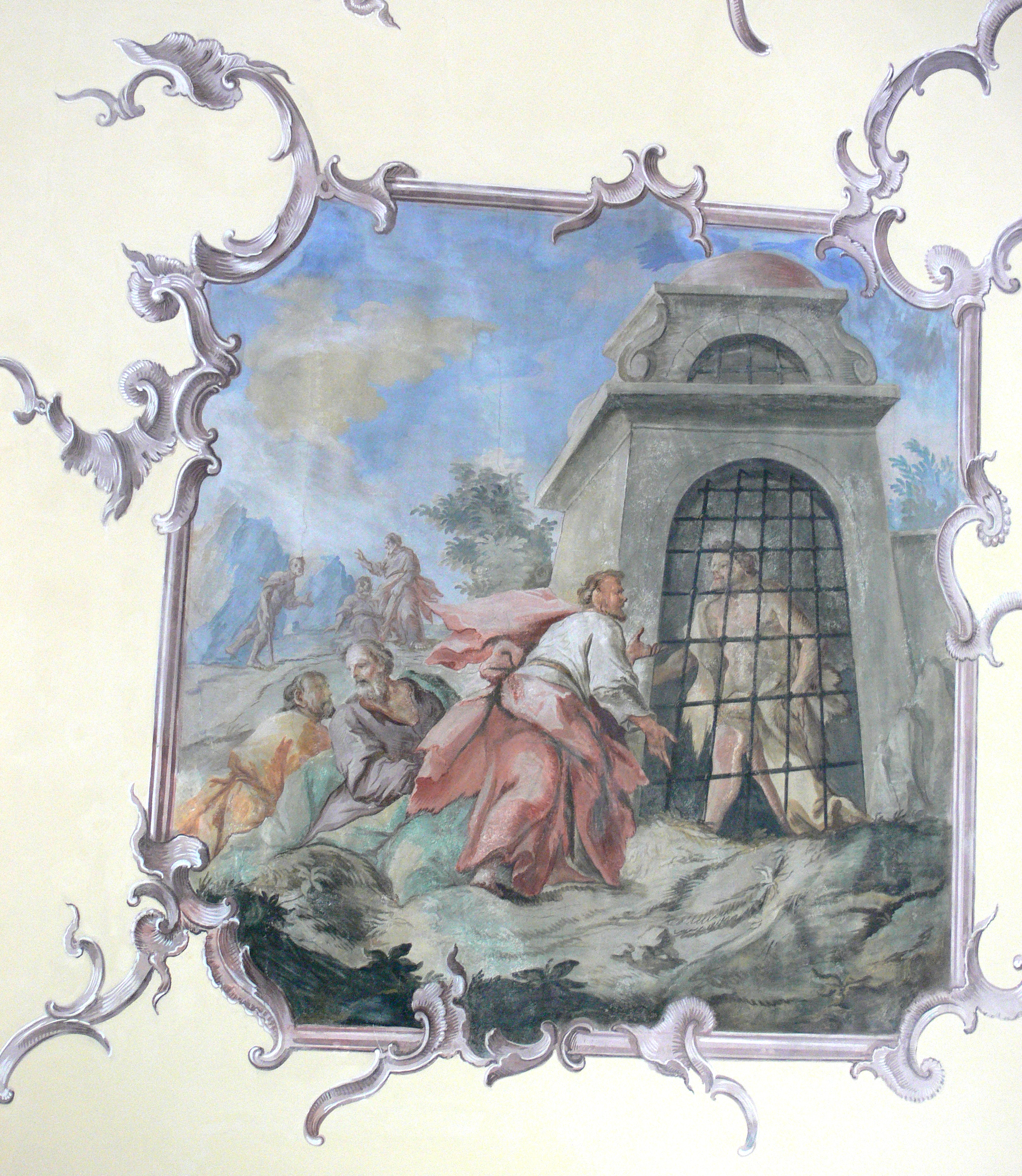
Jean le Baptiste en prison, Josef Anton Hafner, 1750.

Dans le Nouveau Testament, les messagers qui sont venus de Jean le Baptiste à Jésus sont mentionnés dans Matthieu 11:2-6 et Luc 7:18-23.
Leur députation à rencontrer Jésus est raconté après le Baptême de Jésus, lorsque Jean est en prison dans le fort de Macheronte et entend parler des œuvres réalisées par Jésus. Il cherche la confirmation si Jésus est le Messie annoncé de l'Ancien Testament. Jean envoie (deux de) ses disciples comme messagers à poser une question à Jésus : "Es-tu celui qui vient après moi ou devons-nous en attendre un autre ?" Jésus répondit à Jean à travers les messagers de prendre note de toutes les œuvres miraculeuses qu'il a réalisé comme décrites en Luc 7:22.
Selon l'Évangile selon Matthieu :
Jean le Baptiste entendit parler, dans sa prison, des œuvres réalisées par le Christ. Il lui envoya ses disciples et, par eux, lui demanda : « Es-tu celui qui doit venir, ou devons-nous en attendre un autre ? » Jésus leur répondit : « Allez annoncer à Jean ce que vous entendez et voyez : Les aveugles retrouvent la vue, et les boiteux marchent, les lépreux sont purifiés, et les sourds entendent, les morts ressuscitent, et les pauvres reçoivent la Bonne Nouvelle. Heureux celui pour qui je ne suis pas une occasion de chute ! »
Les "meilleures autorités manuscrites" déclarent que Jean a prononcé le mot δια  των μαθητων αυτου, dia tōn mathētōn autou, i.e. par le biais de ses disciples, bien que δύο τῶν μαθητῶν αὐτοῦ, duo tōn mathētōn autou, signifiant deux de ses disciples, apparaît dans le Textus receptus. Le commentateur biblique Marvin Vincent affirme que "la lecture correcte est διά". Le texte de Luc mentionne aussi "deux de ses disciples".
Suivant cet épisode, Jésus commence à parle aux foules à propos de Jean le Baptiste, selon les rapports de Matthieu 11:7-11 et Luc 7:24-28.

## Voir également
- Harmonie des Évangiles
- Mandéens